# 아메리칸 리그 서부
아메리칸 리그 서부(American League West)는 메이저 리그 베이스볼의 아메리칸 리그 3개 지구 중 하나이다. 이 지구는 현재 5팀이 소속되어 있지만, 1994년 지구 재편성 이전에는 무려 7팀이 있었다. 소속된 팀이 서부 해안을 따라서 그리고 텍사스에 현재 소속되어 있긴 하지만, 역사상 엄청나게 먼 거리인 시카고도 소속되어 있었다. 이 지구는 2012년까지 오직 4팀만이 소속된 유일한 지구였다.(2013시즌부터 휴스턴 애스트로스가 NL 중부에서 합류.) 2024년 지구 우승팀은 휴스턴 애스트로스이다.

## 현재 소속팀
- 애슬레틱스 - 설치시 참가
- 로스앤젤레스 에인절스 - 설치시 참가 (당시 캘리포니아 에인절스)
- 텍사스 레인저스 - 1972년 AL 동부에서 이동 (당시 워싱턴 세너터스)
- 시애틀 매리너스 - 1977년 팀 확장을 통해 참가
- 휴스턴 애스트로스 - 2013년 NL 중부에서 이동

## 이전 소속팀
- 캔자스시티 로열스 - 설치시 참가, 1994년 AL 중부로 이동
- 미네소타 트윈스 - 설치시 참가, 1994년 AL 중부로 이동
- 시카고 화이트삭스 - 설치시 참가, 1994년 AL 중부로 이동
- 밀워키 브루어스 - 설치시 참가, 1972년 AL 동부로 이동

## 같이 보기
- 아메리칸 리그 동부
- 아메리칸 리그 중부
- 내셔널 리그 동부
- 내셔널 리그 중부
- 내셔널 리그 서부